# Chaudière-Appalaches
Chaudière-Appalaches – region administracyjny w prowincji Quebec w Kanadzie. Region położony jest na południowym brzegu Rzeki Świętego Wawrzyńca.
Najważniejszym miastem regionu jest Lévis. Nazwa regionu pochodzi od rzeki Chaudière oraz gór Appalachów. Chaudière-Appalaches podzielone jest na 9 regionalnych gmin hrabstwa oraz 136 gmin.
Chaudière-Appalaches ma 410 829 mieszkańców. Język francuski jest językiem ojczystym dla 98,6%, angielski dla 0,8% mieszkańców (2011).
Regionalne gminy hrabstwa (MRC):
- Beauce-Sartigan
- Bellechasse
- Les Appalaches
- La Nouvelle-Beauce
- Les Etchemins
- L'Islet
- Lotbinière
- Montmagny
- Robert-Cliche

Jedna gmina znajduje się poza MRC:
- miasto Lévis